# Сборная Франции по бейсболу
Сборная Франции по бейсболу — сборная, представляющая Францию на международных соревнованиях по бейсболу. Основана в 1953 году.
Франция занимает 11 место в Европейском и 37 место в Мировом рейтингах. Бронзовые призеры Чемпионата Европы 1999 года. Участница первого Чемпионата Европы по бейсболу. Входит в пятерку сборных (Италия, Германия, Нидерланды, Бельгия), которые основали Европейскую федерацию по бейсболу.

## Результаты
Чемпионат мира по бейсболу
| - 1994 : 16-е - 2001 : 15-е - 2003 : 15-е |

Чемпионат Европы по бейсболу
| - 1954 : не квалиф. - 1955 : 5-е - 1956 : не квалиф. - 1957 : не квалиф. - 1958 : 6-е - 1960 : не квалиф. - 1962 : 6-е - 1964 : 5-е - 1965 : не квалиф. - 1967 : не квалиф. - 1969 : 7-е - 1971 : 9-е |  | - 1973 : 6-е - 1975 : 6-е - 1977 : не квалиф. - 1979 : не квалиф. - 1981 : не квалиф. - 1983 : 6-е - 1985 : не квалиф. - 1987 : 6-е - 1989 : 5-е - 1991 : 4-е - 1993 : 4-е - 1995 : 5-е |  | - 1997 : 5-е - 1999 : - 2001 : 4-е - 2003 : 7-е - 2005 : 6-е - 2007 : 5-е - 2010 : 6-е - 2012 : 8-е - 2014 : 6-е |